# Zygmunt Listowski
Zygmunt Listowski (ur. 1947) – polski działacz samorządowy, prezydent Zielonej Góry w latach 1998–2002.

## Życiorys
W latach 1965–1980 pełnił służbę w Wojsku Polskim. Ukończył Wyższą Szkołę Oficerską Wojsk Zmechanizowanych we Wrocławiu i studia na Wydziale Prawa i Administracji Uniwersytetu Wrocławskiego. Politycznie powiązany był z Sojuszem Lewicy Demokratycznej. 2 listopada 1998 uchwałą Rady Miejskiej w Zielonej Górze III kadencji został wybrany na urząd prezydenta Zielonej Góry. W wyborach bezpośrednich z 2002 w pierwszej turze prowadził, zdobywszy 36,3% głosów, jednak przegrał w drugiej turze z Bożeną Ronowicz, zdobywając 49,33% poparcia (15 565 głosów, czyli zaledwie 422 mniej od kontrkandydatki). Został następnie miejskim radnym, wybierany w 2002 i 2006. W międzyczasie przeszedł na emeryturę. W 2007 przez miesiąc pracował w Powiatowym Urzędzie Pracy, jednak zwolniono go wskutek oskarżeń o zajmowanie stanowiska ze względu na znajomości. Podobne oskarżenia pojawiły się w 2008, kiedy został głównym specjalistą w Miejskim Ośrodku Pomocy Społecznej.